# كيم جونغ-مين (لاعب كرة قدم)
كيم جونغ-مين هو لاعب كرة قدم ومدرب كرة قدم كوري شمالي في مركز الدفاع، ولد في 19 أبريل 1947 في بيونغيانغ في كوريا الشمالية. شارك مع منتخب كوريا الشمالية لكرة القدم.

## وصلات خارجية
- كيم جونغ-مين على موقع أوليمبيديا (الإنجليزية)